# Aphrophora eruginosa
Aphrophora eruginosa är en insektsart som beskrevs av Capanni 1894. Aphrophora eruginosa ingår i släktet Aphrophora och familjen spottstritar. Inga underarter finns listade i Catalogue of Life.